# På hotell
På hotell är det andra studioalbumet av Bo Kaspers orkester, utgivet 26 september 1994 på Sony/Columbia. Albumet spelades in tidigare samma år under produktion av de fyra medlemmarna med Fabian Torsson och Johan Vävare. Det placerade sig som bäst som #10 på den svenska albumlistan. På albumet återfinns singlarna "Mindre smakar mer", "Puss", "Hon är så söt" och "Ingenting alls".

## Låtlista
All musik av Bo Kaspers orkester; textförfattare inom parentes.
1. "Ingenting alls" (Bo Kasper) – 5:08
2. "Bara din bild" (Bo Kasper) – 4:49
3. "Hem i säng" (Bo Kasper) – 2:48
4. "Puss" (Bo Kasper) – 4:24
5. "Hon är så söt" (Bo Kasper) – 3:51
6. "Satsa några kronor på mig" (Bo Kasper) – 3:04
7. "Mindre smakar mer" (Wille Crafoord) – 3:56
8. "Håll dig till den du har" (Wille Crafoord) – 4:08
9. "Snäll och Dum" (Wille Crafoord) – 4:06
10. "Vi tar in på hotell" (Bo Kasper) – 3:07
11. Video: "Puss"

## Medverkande
Bo Kaspers orkester
- Bo Kasper - sång
- Lars Halapi - gitarr
- Michael Malmgren - bas
- Fredrik Dahl - trummor

Övriga musiker
- Mats Asplén - piano
- Peter Asplund - trumpet
- Elisabeth Björksten - bakgrundssång
- Per "Texas" Johansson - saxofon
- Heinz Liljedahl - bakgrundssång

Stränginstrument
- Arrangerade av:
  - Lasse Bagge (spår: 5, 10), Joakim Milder (spår: 1, 2)
- Framförda av:
  - Alf Carlström, Anders Wall, George Kentros, Jakob Ruthberg, Kristina Lindholm, Marie Stenäng, Monika Stanikowska, Per Helders, Ronnie Sjökvist, Ulf Karlsson, Ulf Nilsson, Urban Gradén, Ylva Nilsson

Produktion
- Producerad av Bo Kaspers orkester, Fabian Torsson (spår: 4), Johan Vävare (spår: 1–3, 5–10)
- Johan Ekelund - mastering
- Kaj Erixon - ljudmix (spår: 2, 3, 5, 6, 8–10)
- Janne Hansson - ljudtekniker
- Ronny Lahti - ljudmix
- Simon Nordberg - assisterande mixning (spår: 2, 3, 5, 6, 8–10)
- Christoffer Stannow - ljudtekniker
- Fabian Torsson - ljudmix (spår: 1, 4), trumprogrammering (spår: 1, 4)
- Johan Vävare - ljudtekniker, ljudmix (spår: 7)

## Listplaceringar
| Lista (1994-1995, 1998) | Topplacering |
| ----------------------- | ------------ |
| Norge                   | 4            |
| Sverige                 | 10           |